# Oost-Siberische taiga
De Oost-Siberische taiga is een bijzonder grote ecoregio die een groot deel van oostelijk Siberië beslaat. De regio tussen de Yenisei en de Lena is een van de grootste aaneengesloten bosgebieden op aarde.
Het klimaat is hard en onverbiddelijk. 's Winters kan het er bitter koud zijn, tot -62 °C met slechts weinig sneeuw. 's Zomers is het heet, tot +40 °C, maar de gemiddelde temperatuur komt niet boven het vriespunt.
De flora is gevarieerd en telt meer dan 2.300 soorten. Naaldbomen zijn dominant, zoals Larix gmelini en Larix sibirica maar er is ook Pinus sibirica, Picea obovata en Abies sibirica.
De oostelijke bossen zijn een stuk rijker dan de taiga van westelijk Siberië. Er zijn veel endemische soorten, waaronder Adenophora jacutica en Polygonum amgense. Een vijftiental zijn bedreigd zoals Cypripedium macranthon, Calypso bulbosa, Orchis militaris en Cotoneaster lucidus.
De regio is rijk aan diersoorten.